# ناحیه کریستال فالز، میشیگان
ناحیه کریستال فالز (به انگلیسی: Crystal Falls Township) یک منطقهٔ مسکونی در ایالات متحده آمریکا است که در شهرستان آیرون، میشیگان واقع شده‌است.
 ناحیه کریستال فالز ۶۰۹٫۱ کیلومتر مربع مساحت و ۱٬۷۲۲ نفر جمعیت دارد و ۴۴۹ متر بالاتر از سطح دریا واقع شده‌است.